# Flip (Musiker)
Flip (* 1973 als Philipp Kroll in Linz) ist ein österreichischer Hip-Hop-Musikproduzent, Sound Artist, MC und Musiker.  

## Werk
Flip ist seit 1993 Gründungsmitglied, Produzent und MC der Linzer Hip-Hop-Crew Texta. Es folgte jahrelange Vernetzungs- und Aufbauarbeit in der österreichischen Hip-Hop-Szene, etwa seit 1998 durch die Gründung des Musiklabels Tontraeger Records. Im Jahr 2010 war er für den FM4 Award, der im Rahmen des Amadeus Austrian Music Award verliehen wird, nominiert. 
Kroll ist Lehrbeauftragter für Sounddesign an der Kunstuniversität Linz.

## Diskografie
- 1996: Austrian Flavor Volume 2 (Sabotage Recordings, Vertrieb durch Groove Attack)
- 2010: FM4 Soundselection 22 (Sony Music Entertainment (Austria))
- 2010: Umberto Ghetto (Tontraeger Records)
- 2011: Edits (TLM Records)
- 2011: Tuesday Classics (mit Average) (Tontraeger Records)
- 2013: Tuesday Classics Volume 2 (mit Average) (Tontraeger Records)
- 2015: Reflections (Ill Adrenaline Records)
- 2020: Experiences (Beat Art Department)